# PetroChina
PetroChina Company Limited (中國石油天然氣股份有限公司T, 中国石油天然气股份有限公司S) è una azienda petrolifera cinese.

## Profilo
PetroChina è una delle più grandi compagnie petrolifere cinesi. La maggior parte dell'azienda è sotto il controllo dello Stato, ma sono presenti anche diversi investitori privati, tra questi il maggior azionista è la Berkshire Hathaway di Warren Buffett, il terzo uomo più ricco del mondo secondo la rivista Forbes. La PetroChina fa parte del colosso asiatico China National Petroleum Corporation (noto anche come CNPC). È quotata alla borsa di Hong Kong e a quella di New York.

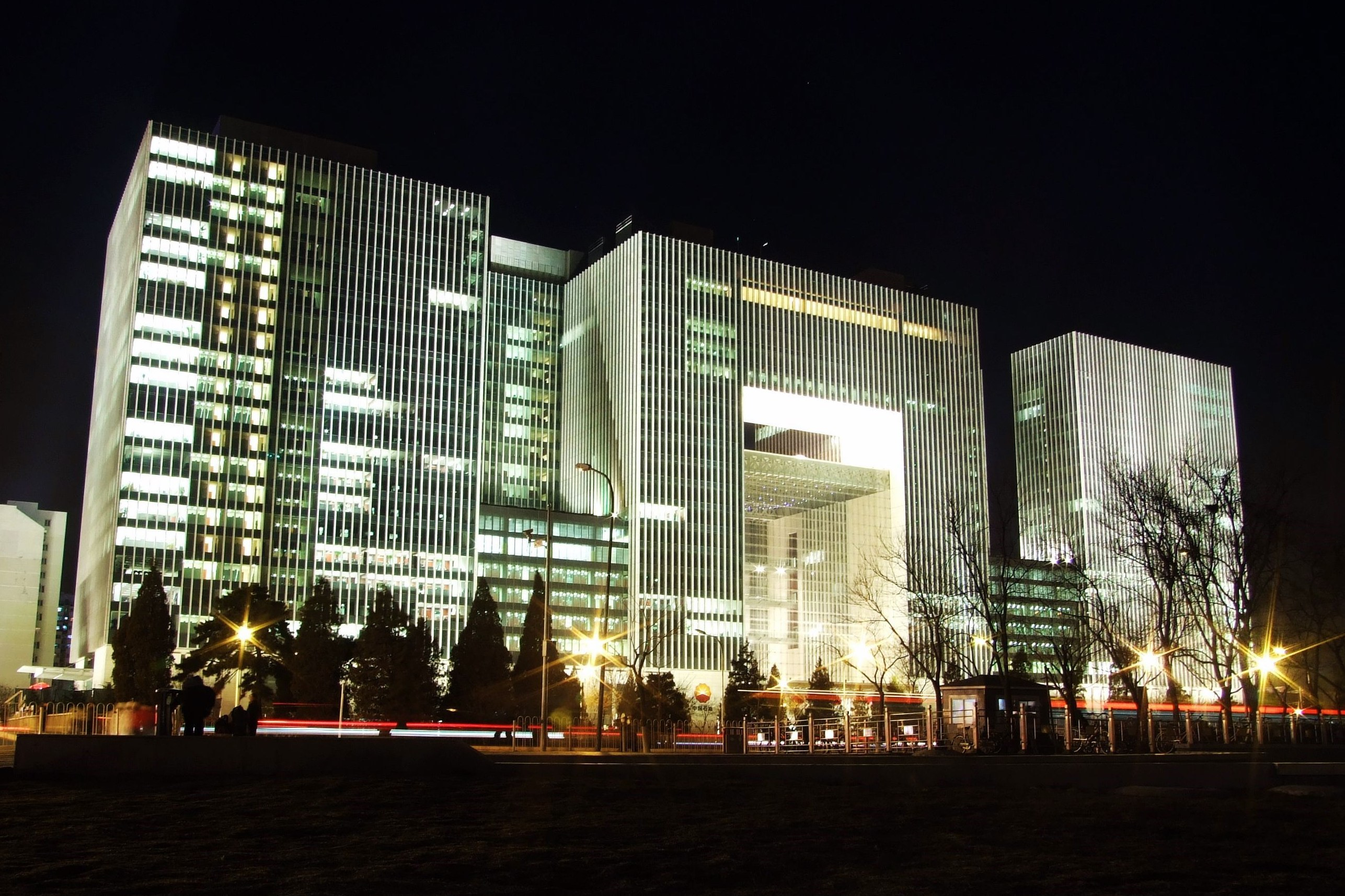
Sede di Petrochina a Pechino

## Riconoscimenti
- Forbes nella sua lista "Forbes 2000 The World's Leading Companies" ha riconosciuto a PetroChina lo status di più grande azienda cinese e cinquantacinquesima azienda del mondo
- FinanceAsia, un'importante rivista asiatica di economia, ha riconosciuto a PetroChina diversi premi, tra cui quello per la migliore dirigenza.
- Anche AsiaMoney (altra rivista economica asiatica) nel 2004 ha riconosciuto un premio alla dirigenza della azienda.